# 12909 Jaclifford
12909 Jaclifford è un asteroide della fascia principale. Scoperto nel 1998, presenta un'orbita caratterizzata da un semiasse maggiore pari a 2,5589880 au e da un'eccentricità di 0,1114554, inclinata di 2,65080° rispetto all'eclittica.
L'asteroide è dedicato all'astromo amatoriale statunitense Jack Clifford.